# Constrictor
| Recensione                | Giudizio |
| ------------------------- | -------- |
| Rolling Stone Album Guide | [ 1 ]    |

Constrictor è il sedicesimo album in studio di Alice Cooper. Viene pubblicato nell'ottobre del 1986 per la MCA Records e prodotto da Beau Hill e Michael Wagener.
Il brano He's Back (The Man Behind the Mask) fece parte della colonna sonora del film Venerdì 13: Jason vive del 1986.
Musicalmente, l'album segna una svolta nello stile di Alice Cooper, il quale decise di abbracciare un sound più tendente al pop metal che in quel periodo spopolava nelle classifiche americane, abbandonando i toni cupi e sperimentali che avevano caratterizzato la sua prima parte di carriera. La maggiore orecchiabilità e immediatezza decretarono molto probabilmente il successo dell'album. Cooper proseguirà questo stile sonoro con i successivi Trash (1989) ed Hey Stoopid (1991).

## Tracce
1. Teenage Frankenstein – 3:40 (Alice Cooper, Kane Roberts)
2. Give It Up – 4:13 (Cooper, Roberts)
3. Thrill My Gorilla – 2:56 (Cooper, Roberts)
4. Life and the Death of the Party – 3:45 (Cooper, Roberts)
5. Simple Disobedience – 3:30 (Cooper, Roberts)
6. The World Needs Guts – 3:59 (Cooper, Roberts)
7. Trick Bag – 4:18 (Cooper, Roberts, Tom Kelly)
8. Crawlin' – 3:22 (Cooper, Roberts, Michael Wagener)
9. The Great American Success Story – 3:38 (Cooper, Roberts, Beau Hill)
10. He's Back (The Man Behind the Mask) – 3:49 (Cooper, Roberts, Kelly)

## Formazione
- Alice Cooper - voce
- Kane Roberts - chitarra, basso, tastiere, batteria
- David Rosenberg - batteria
- Donnie Kisselbach - basso
- Paul Delph - tastiere e cori in He's Back (The Man Behind the Mask)
- Kip Winger - basso

## Classifica
Album - Billboard 200 (Nord America)
| Anno | Classifica    | Posizione |
| ---- | ------------- | --------- |
| 1986 | Billboard 200 | 59        |